# مالكوم بويي
مالكوم بويي (بالإنجليزية: Malcolm Bowie)‏ هو باحث في الرومانسية بريطاني، ولد في 5 مايو 1943 في Aldeburgh ‏ في المملكة المتحدة، وتوفي في 28 يناير 2007 في كامبريدج في المملكة المتحدة.